# 40 Tours Around the Sun
40 Tours Around the Sun è un album live del gruppo musicale rock statunitense Toto, pubblicato il 22 marzo 2019.

## L'album
Il disco fu registrato il 17 Marzo 2018 allo Ziggo Dome di Amsterdam durante il tour celebrativo per il 40º anno di carriera del gruppo. Il concerto ripercorre tutta la carriera della band attraverso i grandi successi del passato, quali Africa, Rosanna e Hold the Line, assieme a due dei tre brani inediti presenti nella raccolta 40 Trips Around The Sun e nell'album di inediti Old Is New.
L'album fu pubblicato il 22 marzo 2019 in Europa in DVD, Blu-ray e CD.

## Tracce
Disc One:
1. Intro Tapes (S. Lukather, D. Paich, S. Porcaro, J. Williams) - strumentale
2. Alone (S. Lukather, D. Paich, S. Porcaro, J. Williams) - Voce: Joseph Williams
3. Hold The Line (D. Paich) - Voce: Joseph Williams
4. Lovers In The Night (D. Paich) - Voce: David Paich
5. Spanish Sea (S. Lukather, D. Paich, S. Porcaro, J. Williams) - Voce: Joseph Williams
6. I Will Remember (S. Lukather, S. Lynch) - Voce: Steve Lukather
7. English Eyes (D. Paich, B. Kimball, J. Porcaro, S. Porcaro) - Voce: Joseph Williams
8. Jake To The Bone (D. Paich, J. Porcaro, S. Lukather, M. Porcaro) - (strumentale)
9. Lea (S. Porcaro) - Voce: Joseph Williams
10. Rosanna (D. Paich) - Voce: Steve Lukather & Joseph Williams
11. Miss Sun (D. Paich) - Voce: David Paich
12. Georgy Porgy (D. Paich) - Voce: Steve Lukather
13. Human Nature (S. Porcaro) - Voce: Joseph Williams
14. Holyanna (D. Paich, J. Porcaro) - Voce: David Paich
15. No Love (S. Lukather, R. Goodroom, D. Paich) - Voce: Steve Lukather

Disc Two:
1. Mushanga (D. Paich, J. Porcaro) - Voce: Jospeh Williams
2. Stop Loving You (D. Paich, S. Lukather) - Voce: Joseph Williams
3. Girl Goodbye (D. Paich) - Voce: Joseph Williams
4. Angela (D. Paich) - Voce: Joseph Williams & David Paich
5. Lion (D. Paich, B. Kimball) - Voce: Joseph Williams
6. Dune (Desert Theme) (D. Paich, J. Porcaro, S. Porcaro, M. Porcaro, S. Lukather)
7. While My Guitar Gently Weeps (G. Harrison) - Voce: Steve Lukather
8. Stranger In Town (D. Paich, J. Porcaro) - Voce: David Paich
9. Make Believe (D. Paich) - Voce: Joseph Williams
10. Africa (D. Paich, J. Porcaro) - Voce: David Paich
11. The Road Goes On (S. Lukather, D. Paich, G. Ballard) - Voce: Steve Lukather

## Formazione
- Steve Lukather - chitarra, voce
- David Paich - tastiere, voce
- Steve Porcaro - tastiere, sintetizzatori
- Joseph Williams - voce
- Shannon Forrest - batteria
- Shem von Schroeck - basso, voce
- Warren Ham – sassofono, armonica a bocca, flauto, voce
- Lenny Castro - percussioni